# Бетонная броня

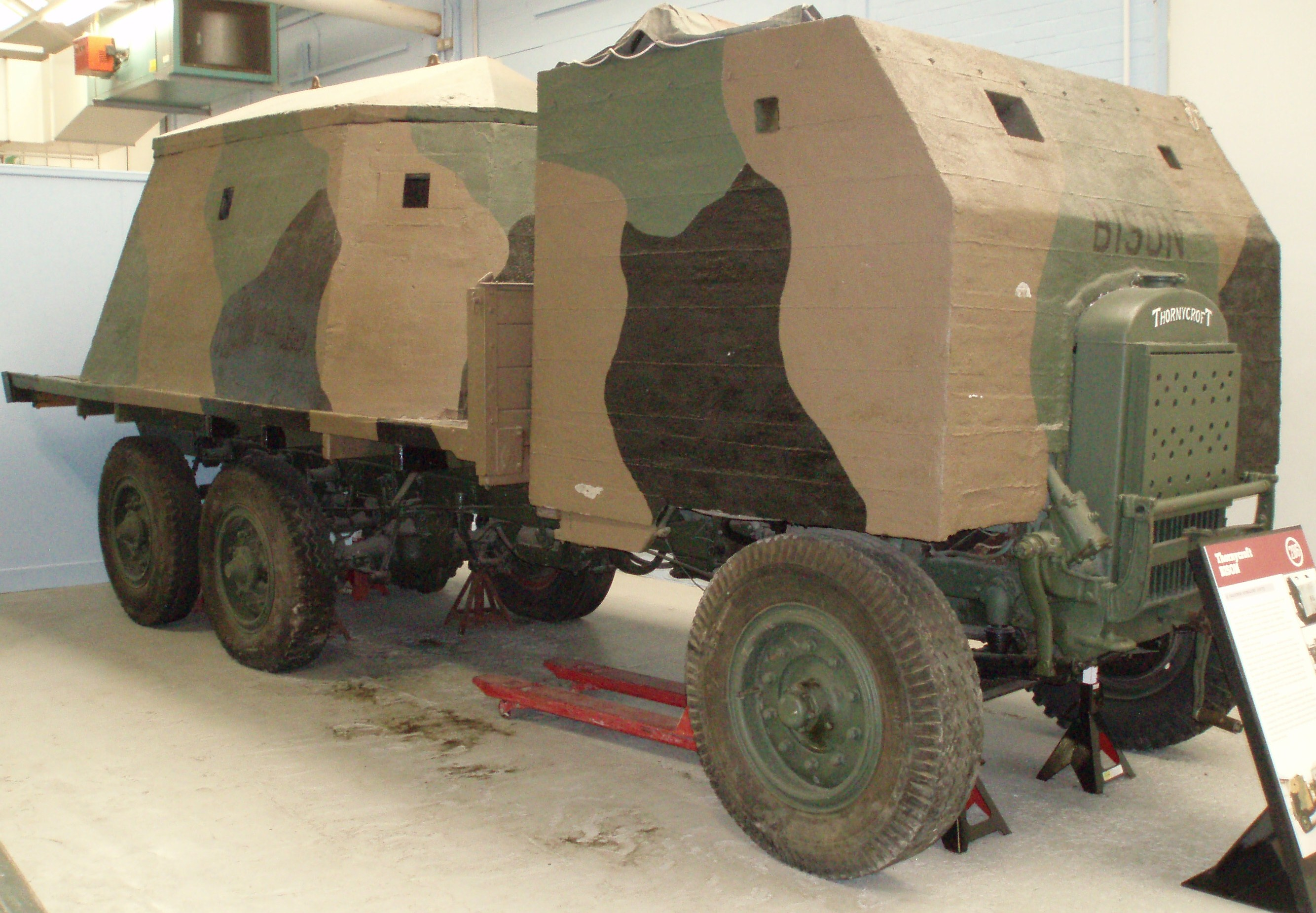
Британский эрзац-бронеавтомобиль «Бизон» с бетонной броней (:en:Bison concrete armoured lorry)

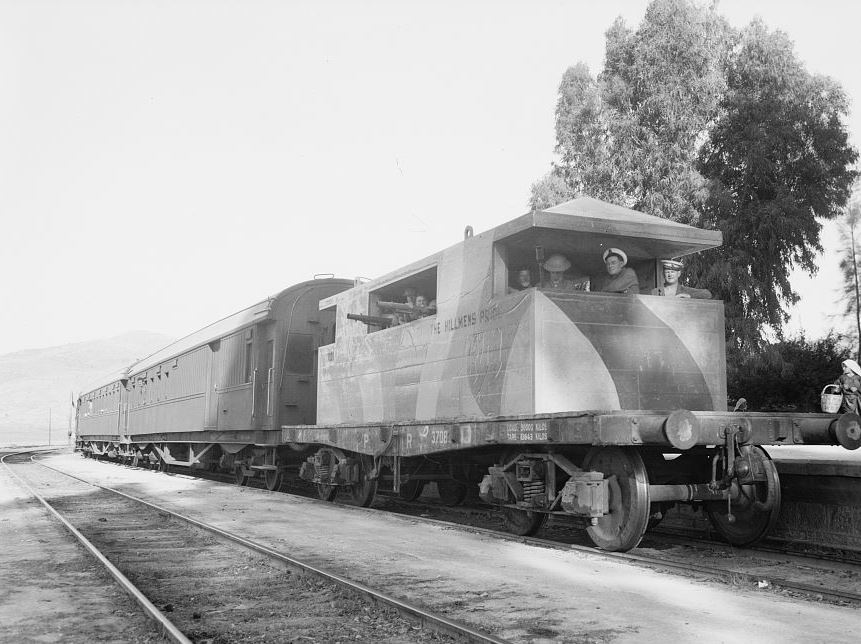
бронепоезд из бетона

Бетонная броня — защитный слой материала, основным компонентом которого является бетон, выполняющий в том или ином случае функцию преграды от различного по силе и интенсивности воздействия на объект, окружаемый этим слоем. Ввиду чрезвычайной хрупкости отдельно не используется и представляет собой один из вариантов комбинированной (композитной) брони, поддерживаемой, как правило, металлическим основанием.
Согласно Военной энциклопедии Ивана Сытина, бетонная броня скорее всего была впервые предложена итальянским инженером Адда. Идея замены стальной брони боевых кораблей бетонной появилась у Адда во время осады Порт-Артура, где он в качестве военного корреспондента находился при японской армии и пришел к заключению, что замена стальной современной брони на боевых кораблях бетонной дала бы значительный выигрыш в весе и стоимости, несмотря на то, что толщина такой брони, по сравнению со стальной (для получения сходных защитных характеристик) должна быть в несколько раз большей.
По замыслу изобретателя, бетоном наполняется пространство между двумя стальными бортовыми обшивками, образующими род кессона, внутри которого должны быть положены железные тяги. Адда утверждал, что слоя бетонной брони в 1,5 метра толщиной будет достаточно для противодействия 12-дюймовому бронебойному снаряду.
Там же, в Италии, был предложен ещё смешанный тип бронирования — стальная плита, покрытая слоем бетона.
Широкого применения оба эти способа не получили, однако изредка их можно встретить на вооружении ряда стран. Так, например, британский бронеавтомобиль «Бизон» (англ. Bison concrete armoured lorry) оснащён бетонной бронёй. Во время Второй мировой войны советские конструкторы предпринимали попытки экранировать железобетонными листами Т-34. Также известна попытка экранирования бетоном американского М4А3.
Марвин Химейер оснастил свой трактор «Комацу» бетонной бронёй.